# Sagamiko
Pour les articles homonymes, voir Sagamiko (homonymie).
Sagamiko (相模湖町, Sagamiko-machi) est un ancien bourg de la préfecture de Kanagawa, ayant existé jusqu'au 20 mars 2006, date de son intégration dans la ville de Sagamihara. Le 1er avril 2010, la ville de Sagamihara est divisée en arrondissements et l'ancien bourg de Sagamiko est intégré dans celui de Midori. Il faisait partie du district de Tsukui (en).

## Géographie

### Topographie et hydrographie

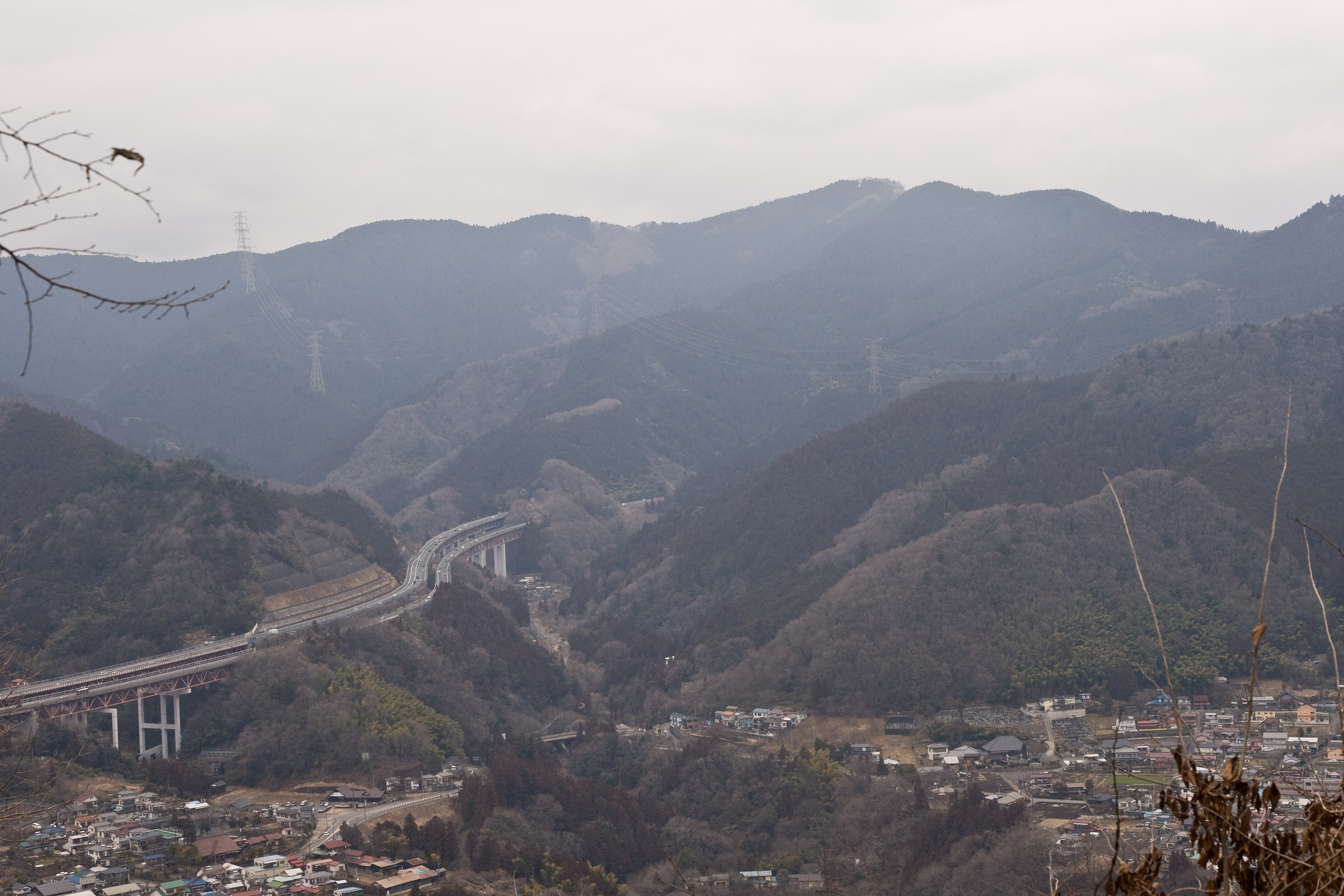
Le mont Kagenobu.

Sagamiko est situé dans une région montagneuse et forestière au nord-ouest de l'actuelle ville de Sagamihara et à l'extrême nord de la préfecture. Le bourg borde le lac de barrage Sagami. Les barrages de Numamoto (ja) et de Sagami (ja) ont permis de former le lac.
Sagamiko est traversée par le fleuve Sagami (相模川) et la rivière Dōshi (ja) (道志川). On y trouve les monts Kagenobu (ja) (景信山), Mago (孫山), Arashi (嵐山) et Sekirō (ja) (石老山).

### Villes limitrophes

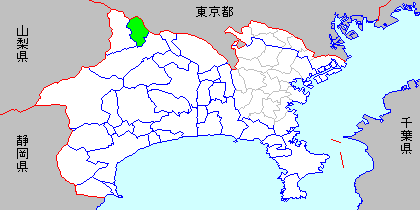
Villes limitrophes (limites de 2004).

Entités territoriales limitrophes à la date de la fusion du 20 mars 2006,. À sa fondation en 1955, Sagamiko est entouré de l'ouest vers l'est du village de Hizure (ja) (日連村), du bourg de Yoshino (ja) (吉野町), du village de Ongata (ja) (恩方村, préfecture voisine de Tokyo), du bourg d'Asakawa (ja) (浅川町, Tokyo), du village de Misawa (ja) (三沢村), du bourg de Nakano (ja) (中野町), et des villages de Kushikawa (ja) (串川村), Aonohara (ja) (青野原村) et Makino (ja) (牧野村). Le 1er avril de la même année, Nakano, Kushikawa, Aonohara, une partie de Misawa (ancien village de Mitsui (ja) (三井村)), ainsi que les villages de Toya (ja) (鳥屋村) et Aone (ja) (青根村) fusionnent pour créer le bourg de Tsukui (ja) (津久井町). Le même jour, du côté de la préfecture de Tokyo, Ongata fusionne avec les villages de Yokoyama (ja) (横山村), Motohachiōji (ja) (元八王子村), Kawaguchi (ja) (川口村), Kasumi (ja) (加住村) et Yui (ja) (由井村) ainsi que l'ancienne ville de Hachiōji pour former la nouvelle ville agrandie de Hachiōji. Le 20 juillet, toujours en 1955, Yoshino, Hizure, Makino, ainsi que les villages de Nagura (ja) (名倉村) et Sanogawa (ja) (佐野川村) fusionnent pour créer le bourg de Fujino (ja) (藤野町). Le 1er avril 1959, Asakawa est intégré à Hachiōji.

## Histoire
Le territoire de Sagamiko était situé sur celui des postes relais d'Obara (ja) (小原宿) et de Yose (与瀬宿) sur la route du Kōshū. À l'établissement du système des villes, bourgs et villages (ja) (市町村) le 1er avril 1889, le bourg d'Obara (ja) (小原町), et le village de Chigira (ja) (千木良村), tous deux associés à la station de Yose (ja) (与瀬駅). Au sud est aussi le village d'Uchigō (ja) (内郷村), résultat de la fusion de ceux de Suwarashi (ja) (寸沢嵐村) et de Wakayanagi (ja) (若柳村),. Le 1er avril 1913, l'appellation « station » est supprimée et Yose devient alors un bourg (与瀬町). Uchigō s'associe alors à l'association de villages-bourgs. En 1947, un barrage est créé sur la Sagami, ce qui entraîne la création d'un lac artificiel, le lac Sagami (相模湖, Sagami-ko). Le 1er janvier 1955, les quatre municipalités de l'association fusionnent pour créer le bourg de Sagamiko, nommé après le lac Sagami.
En 1962, une campagne a été lancée pour fusionner Sagamiko, principalement dans la région de Chigira, avec la ville de Hachiōji (八王子市) dans la préfecture de Tokyo, directement au nord, mais la fusion s'est avérée difficile et a été abandonnée en raison du fait que la région est une source d'eau importante pour la préfecture de Kanagawa, dû au lac Sagami, et que la fusion serait une fusion transfrontalière. En 1968, l'autoroute Chūō ouvre et la sortie Sagamiko-est est ouverte pour desservir le bourg. Lors des grandes fusions municipales de l'ère Heisei, les citoyens de Sagamiko ont de nouveau envisagé la fusion avec Hachiōji, mais dû aux difficultés de fusionner entre deux préfectures, il a été décidé de fusionner le 20 mars 2006 avec la ville de Sagamihara. Le même jour, le bourg voisin de Tsukui (ja) (津久井町) est aussi intégré à Sagamihara. Sagamiko est devenu un district autonome de la ville, et ce jusqu'au 31 mars 2011. Le 1er avril 2010, Sagamihara est promue en ville désignée, ce qui entraîne la création d'arrondissements. L'ancien bourg de Sagamihara est intégré dans celui de Midori (緑区).
Le massacre de Sagamihara où un homme de 26 ans s'est introduit dans un centre d'hébergement pour personnes handicapées et a tué 19 personnes s'est déroulé dans l'ancien bourg, dans la section Chigira.

## Administration
L'association pour l'administration générale du district de Tsukui (津久井郡広域行政組合) couvrait les services de collecte des ordures, du service incendie et des services d'ambulance de Sagamiko.

## Éducation
On y trouvait trois écoles primaires, deux collèges ainsi que le campus Sagamiko de l'université Teikyō.
Des services communautaires comme des centres sociaux étaient disponibles à Sagamiko. Le service des bibliothèques était assuré par la ville de Hachiōji depuis octobre 2003.

## Culture et patrimoine
On y trouve le parc d'attractions Lake Sagami Pleasure Forest (en) et le site archéologique de Suarashi (en),.
Un festival de feu d'artifice se déroule au lac chaque 1er août ainsi que le festival du Kobara-juku Honjin (小原宿本陣), la base où se rencontraient les seigneurs féodaux sur la route du Kōshū au relais de Kobara, chaque 3 novembre.

## Transports

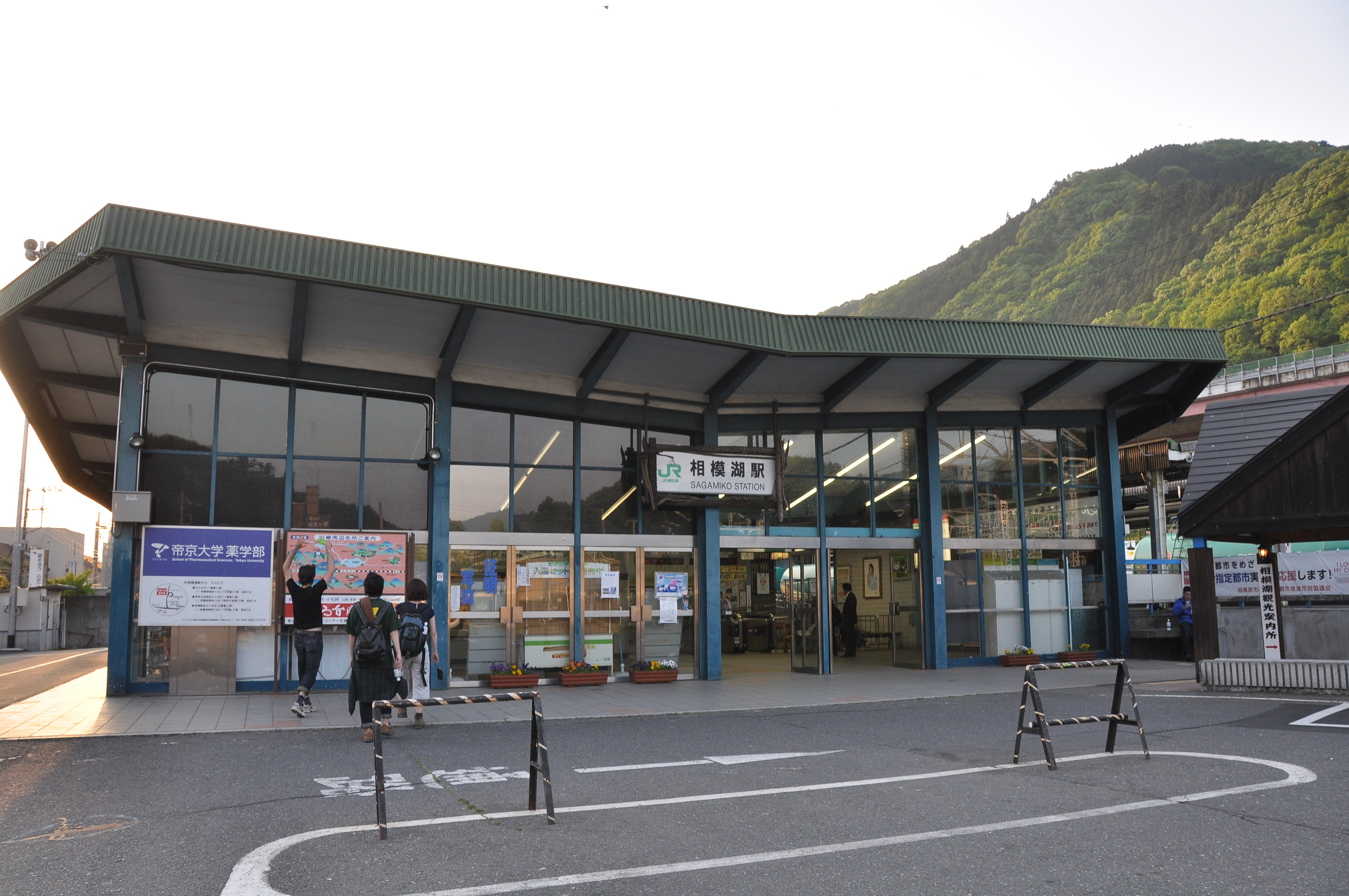
La gare de Sagamiko avant la rénovation de 2019.

Sagamiko est desservie par rail par la ligne principale Chūō de JR East à la gare de Sagamiko (en) (相模湖駅). Des services de bus sont assurés par la Kanagawa Chūō Kōtsu (ja) (神奈川中央交通) et la Tsukui Kanakō Bus (ja) (津久井神奈交バス). 
Le bourg est aussi bien relié au réseau routier national et préfectoral. On y trouve des sorties de l'autoroute Chūō. Les routes nationales 20 (en) et 412 (en), ainsi que les routes préfectorales 515 à 519 traversent tous la municipalité. 

## Personnalités liées
- Morito Ōbuchi (大淵 盛人, Ōbuchi Morito?, 1965-), joueur de go, y habite depuis 1998[7].